# Sempigny
Sempigny település Franciaországban, Oise megyében. Lakosainak száma 754 fő (2022. január 1.). Sempigny Carlepont, Chiry-Ourscamp, Noyon, Passel, Pont-l’Évêque és Pontoise-lès-Noyon községekkel határos.

## Népesség
A település népessége az elmúlt években az alábbi módon változott:
| Lakosok száma | 821  | 803  | 789  | 779  | 768  | 766  | 760  | 754  |
|               | 2013 | 2015 | 2017 | 2018 | 2019 | 2020 | 2021 | 2022 |